# Bagneux, Hauts-de-Seine
Bagneux là một xã trong vùng đô thị Paris, thuộc tỉnh Hauts-de-Seine, vùng hành chính Île-de-France của nước Pháp, có dân số là 39.700 người (thời điểm 2004).

## Các thành phố kết nghĩa
- Vanadzor, Armenia (từ 1968)
- Torino, Ý (từ 1980)
- Neath-Port-Talbot, Xứ Wales (từ 1980)
- Grand-Bourg, Guadeloupe, Pháp (từ 1999)